# Castillo de Sanem
El Castillo de Sanem (en francés: Château de Sanem;en luxemburgués: Schlass Suessem) es un castillo situado en la localidad de Sanem, cerca de Esch-sur-Alzette, en el suroeste de Luxemburgo. Su historia se remonta al siglo XIII y el edificio actual se completó en 1557, después de que el castillo medieval fuera parcialmente destruido. El castillo aún mantiene gran parte de su carácter original.

## Historia
Hay referencias históricas que mencionan un castillo en Sanem durante el siglo XIII, cuando estaba estrechamente relacionado con el cercano castillo de Soleuvre. Originalmente era un típico castillo fortificado medieval con foso y torre del homenaje, pero fue gravemente dañado por los franceses en la década de 1550. Aproximadamente en 1567, Frédéric de Hagen-Fleckenstein reconstruyó el castillo, colocando los nuevos edificios alrededor de un gran patio rectangular. La antigua torre de forma cuadrada, que data de los orígenes góticos del castillo, permaneció como parte del nuevo complejo. El castillo está construido en estilo renacentista, inspirado en la arquitectura italiana de la segunda mitad del siglo XV. En el siglo XVII, el castillo fue quemado, reconstruido y ocupado por las tropas polacas del ejército imperial.
En 1753, Arnold-François von Daun, barón de Tornaco, compró el castillo y se mudó allí. Victor de Tornaco, que se convirtió en primer ministro de Luxemburgo en 1860, fue uno de sus ocupantes más notables. El castillo permaneció en manos de los barones de Tornaco hasta 1950, cuando Auguste lo vendió a la comuna de Esch-sur-Alzette. Durante 50 años se utilizó como residencia para niños, bajo el nombre de Kannerschlass. En 1965 se construyó un pabellón en el parque junto al castillo, que albergaba la residencia del director del Kannerschlass.
En 1972, a causa de dificultades financieras, pasó a manos del Estado de Luxemburgo. En 1999, el Kannerschlass dejó de ocupar el castillo y el edificio fue renovado.

## El castillo en la actualidad
Actualmente la propiedad alberga la sede del Centre Virtuel de la Connaissance sur l'Europe (CVCE). El CVCE es un centro de investigación y documentación que busca proporcionar acceso digital a fuentes relacionadas con el proceso de integración europea.

## Galería

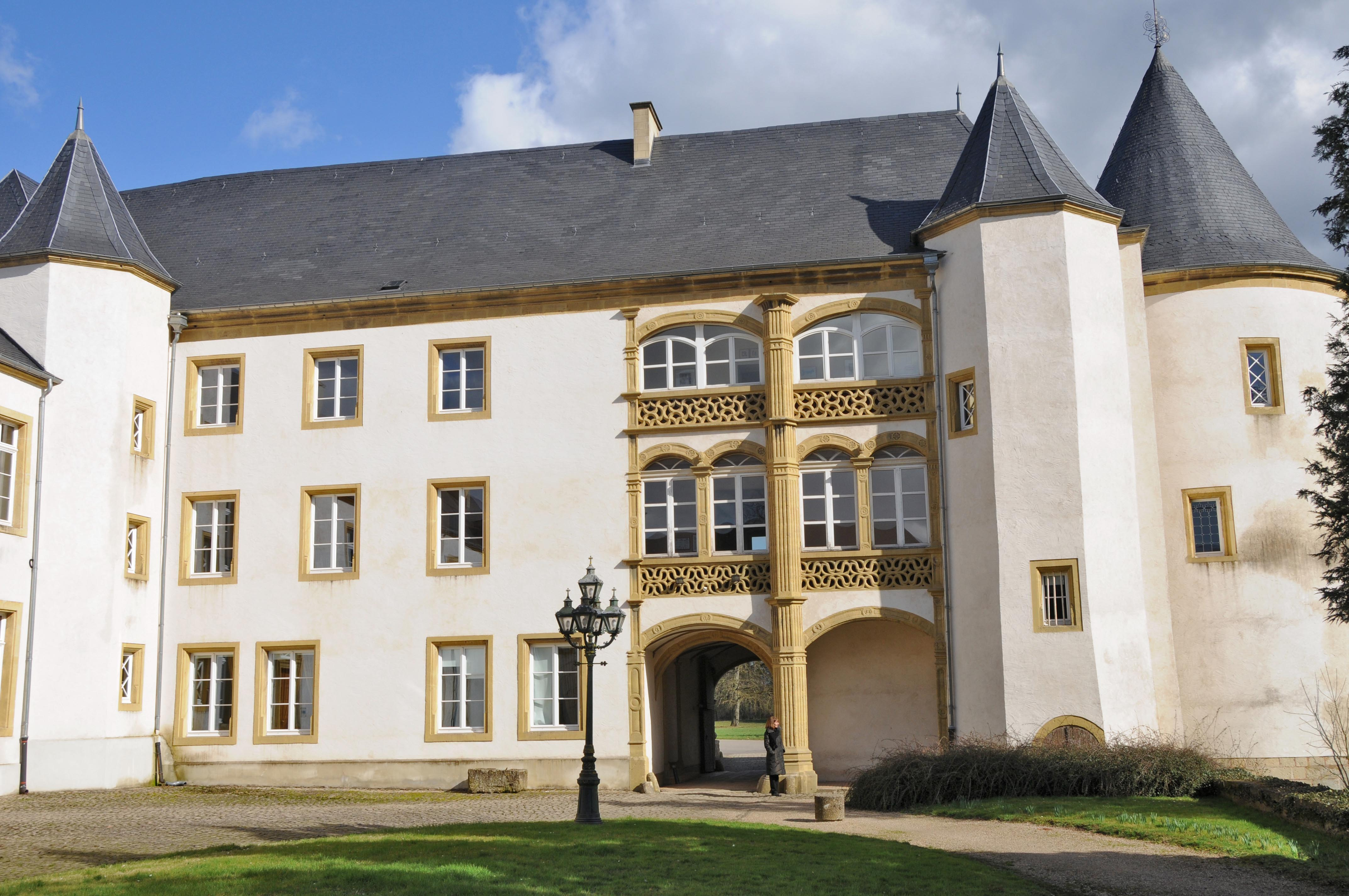
Interior del patio
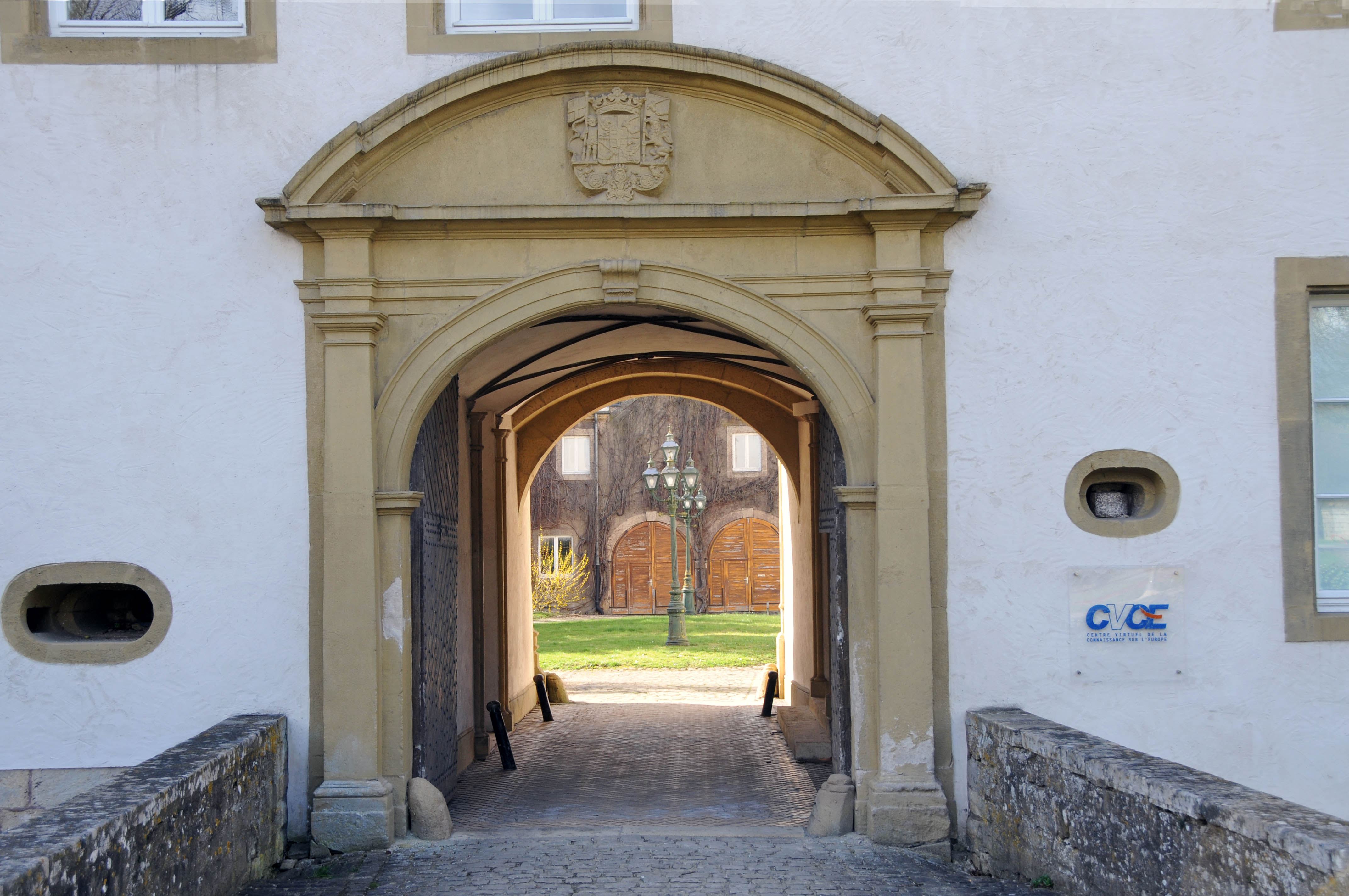
Entrada
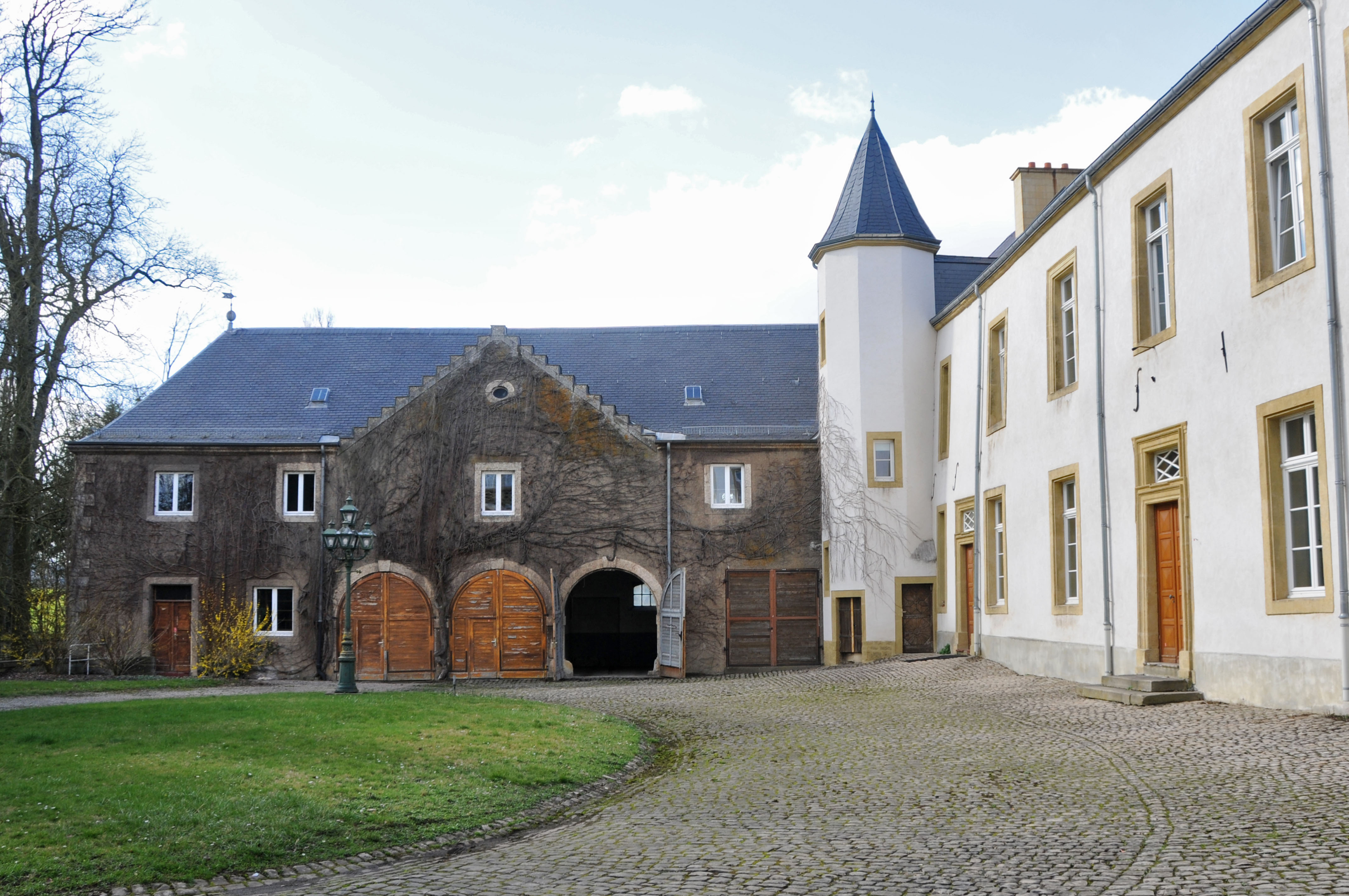
Parte trasera del patio
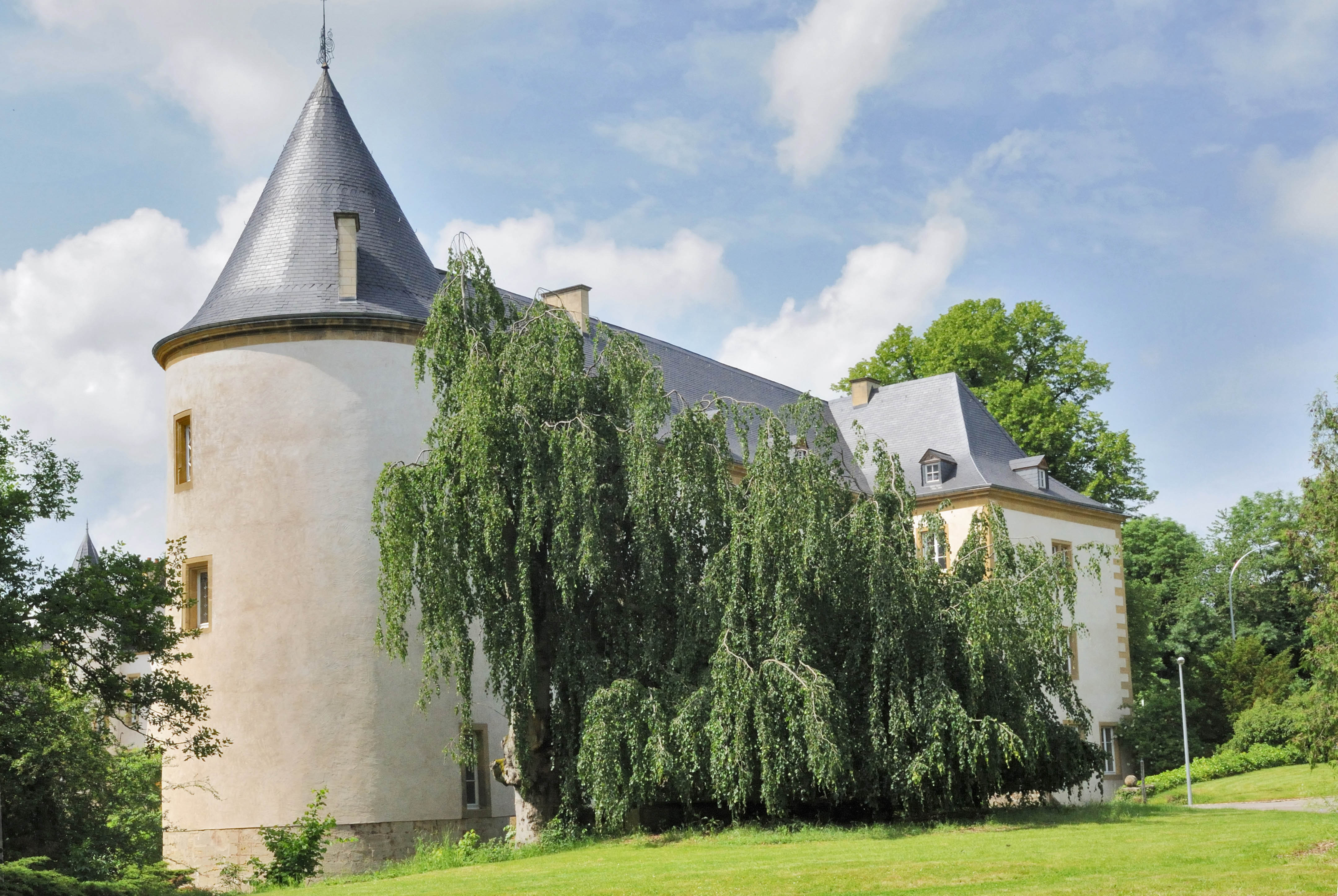
Antiguo muro cubierto de vegetación